# Maria-Elisabeth Schaeffler
Maria-Elisabeth Schaeffler-Thumann (geb. Kurssa; * 17. August 1941 in Prag, damals Protektorat Böhmen und Mähren) ist eine österreichisch-deutsche Unternehmerin, die zusammen mit ihrem Sohn Gesellschafterin der Schaeffler AG ist. Sie gehört zu den reichsten Deutschen.

## Herkunft und berufliche Tätigkeit
Die Familie Kurssa wurde nach Ende der deutschen Besetzung während der Wiedererrichtung der Tschechoslowakei enteignet und flüchtete aus Prag nach Wien. Schaefflers Vater war in Österreich zunächst Finanzberater im Hauptquartier der US-Streitkräfte und später Generaldirektor der Ersten Allgemeinen Versicherungs AG und deren späteren Nachfolgerin Generali. Ihr Urgroßvater war daran beteiligt, als die Fahrradwerkstatt Laurin & Klement im mittelböhmischen Jungbunzlau (tschechisch Mladá Boleslav) zum größten Automobilhersteller der Österreichisch-Ungarischen Monarchie wurde und später im Škoda-Konzern aufging.
In Wien seit ihrem vierten Lebensjahr aufgewachsen, begann sie nach der Matura 1960 ein Medizinstudium an der Universität Wien. Da sie damals den 24 Jahre älteren Georg Schaeffler kennenlernte, der zusammen mit seinem Bruder Wilhelm 1946 im mittelfränkischen Herzogenaurach die Industrie-GmbH (sic!) (dann „INA Wälzlager Schaeffler oHG“, „INA Schaeffler KG“, „Schaeffler KG“, „Schaeffler GmbH“ und jetzt „Schaeffler AG“ als Konzernbündelung für Schaeffler Technologies AG & Co. KG, FAG, LuK und die weiteren Landesgesellschaften in Nord- und Südamerika und Asien) gegründet hatte, brach sie das Studium nach dem Physikum im 6. Semester ab. 1963 heirateten sie und zogen nach Herzogenaurach. Danach begann sie für kurze Zeit ein Studium der Betriebswirtschaftslehre an der Universität Erlangen-Nürnberg, das sie jedoch nicht abschloss.
Die Schaeffler-Gruppe ist eines der 50 größten Unternehmen in Deutschland. Im Jahr 2014 hielt Maria-Elisabeth Schaeffler 20 % der Unternehmensanteile und ihr Sohn Georg F. W. Schaeffler 80 %. Maria-Elisabeth Schaeffler ist Vorsitzende des von ihr nach dem Tod ihres Mannes gegründeten Beirats des Unternehmens.
2007 wurde sie Mitglied im Hochschulrat der Friedrich-Alexander-Universität Erlangen-Nürnberg, im April 2008 im Aufsichtsrat der Österreichische Industrieholding AG (ÖIAG) und im Februar 2009 im Aufsichtsrat der Continental AG.
Im Zusammenhang mit Diskussionen über möglicherweise erforderliche Staatshilfen für ihr Unternehmen kam Kritik an ihrem öffentlichen Auftreten auf. Im August 2009 erzielte die Schaeffler-Gruppe mit ihren Banken eine Refinanzierung, in der Staatshilfe keine Rolle gespielt haben soll.

## Vermögen
- In der Liste der reichsten Deutschen 2007 des Manager-Magazins stand sie an 22. Stelle. Das Nettoprivatvermögen von Maria-Elisabeth und Georg F. W. Schaeffler wurde auf zusammen etwa 4,85 Milliarden Euro taxiert.

- Auf der Liste der reichsten Österreicher des österreichischen Wirtschaftsmagazins Trend stand die Familie Schaeffler 2007 auf Platz drei,[9] 2008 sind sie mit einem geschätzten Vermögen von 4,1 Milliarden Euro auf Platz vier zu finden.[10]

- Auf der Liste der Reichsten weltweit des Forbes Magazine wurden Mutter und Sohn 2007 mit einem geschätzten Vermögen von 8,7 Milliarden US-Dollar auf Platz 78 geführt, 2008 stehen sie mit geschätzten 8,5 Milliarden Dollar auf Platz 104.[11]

- Im Oktober 2009 führte das Manager Magazin Maria-Elisabeth Schaeffler auf dem 260. Platz. Sie habe im Zuge der Mehrheitsübernahme der Continental AG 92,4 Prozent ihres Vermögens verloren.[12]

- In der Forbes-Liste der reichsten Menschen der Welt wird sie, ex aequo mit Johanna Quandt, zusammen mit ihrem Sohn Georg im Jahr 2011 mit einem geschätzten Vermögen von 9,8 Milliarden US-Dollar auf Platz 89 weltweit und auf Platz 7 in Deutschland geführt.[13]

- In der Forbes-Liste 2013 wird sie mit einem Vermögen von ca. 2,2 Milliarden US-Dollar auf Platz 670 der reichsten Menschen weltweit geführt und auf Platz 44 in Deutschland.[14]

- Das Magazin Bilanz schätzt sie 2014 mit einem Vermögen von 21,5 Milliarden Euro als die reichste Deutsche.[15]

## Privates
Maria-Elisabeth Schaeffler hat sowohl die österreichische als auch die deutsche Staatsbürgerschaft.
Von August 2014 bis zu dessen Tod im August 2022 war sie mit dem früheren Präsidenten des BDI, Jürgen Thumann, verheiratet, der am selben Tag wie sie geboren worden war.

## Auszeichnungen
- 2001: Verdienstkreuz am Bande der Bundesrepublik Deutschland
- 2003: Bayerischer Verdienstorden
- 2004: Familienunternehmer des Jahres
- 2007: Verdienstkreuz I. Klasse der Bundesrepublik Deutschland
- 2007: Großes Silbernes Ehrenzeichen mit dem Stern für Verdienste um die Republik Österreich[18]
- 2011: Großer Tiroler Adler-Orden
- Ehrenbürgerwürden
  - 2002: Höchstadt an der Aisch
  - 2005: Herzogenaurach
  - 2005: der koreanischen Provinz Jeollabuk
  - 2007: der chinesischen Stadt Taicang
  - 2008: Bühl
- Ehrenmedaille der Leibniz Universität Hannover[19]

Die Staatsmedaille für besondere Verdienste um die bayerische Wirtschaft hat Schaeffler nicht bekommen. Die für den 27. November 2016 vorgesehene Verleihung sagte die zuständige bayerische Wirtschaftsministerin Ilse Aigner am Vortag ab. Die Ministerin begründete die Absage mit den seinerzeitigen Plänen des Schaeffler-Vorstands, die Kugellagerproduktion im fränkischen Elfershausen ins Ausland zu verlagern und das Werk mit 280 Mitarbeitern stillzulegen. Dies wurde offenbar von Aigner als Bruch der bis 2020 vereinbarten Standortsicherung angesehen.

## Missbräuchliche Verwendung des Namens in Spam-E-Mails
In Zusammenhang mit einer Spielart des Vorschussbetrugs sind Spam-E-Mails im Umlauf, in denen vorgegeben wird, dass Maria-Elisabeth Schaeffler einen hohen Geldbetrag an die Empfänger spenden möchte.